# 圣玛丽 (涅夫勒省)
圣玛丽（法語：Sainte-Marie，法語發音：[sɛ̃t maʁi] ⓘ）是法国涅夫勒省的一个市镇，位于该省中部，属于讷韦尔区。

## 地理
圣玛丽（47°7'4"N, 3°26'15"E）面积15.64 平方千米，位于法国勃艮第-弗朗什-孔泰大區涅夫勒省，该省份为法国中部省份，北至约讷省，西北接卢瓦雷省，西接谢尔省，南至阿列省，东南接索恩-卢瓦尔省，东临科多尔省。
与圣玛丽接壤的市镇（或旧市镇、城区）包括：吕尔西堡、博纳、雅伊、圣伯南代布瓦、圣弗朗希、圣索日。

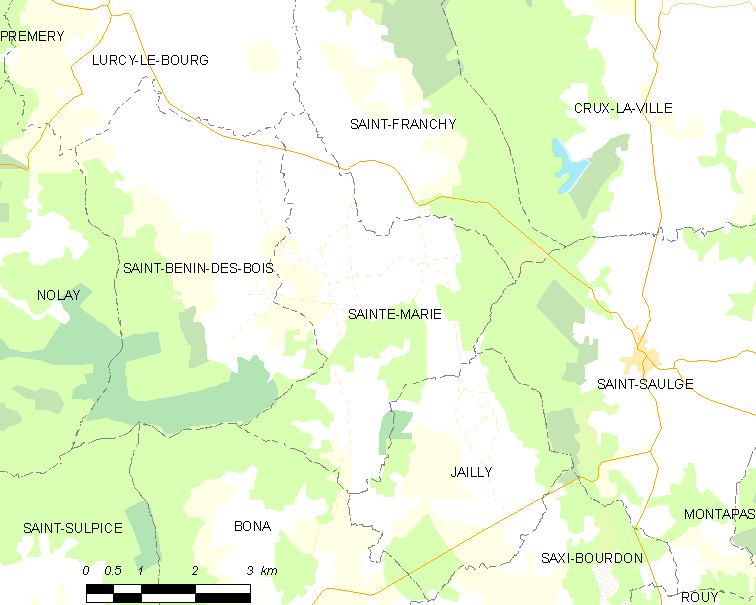
的OSM定位图

圣玛丽的时区为UTC+01:00、UTC+02:00（夏令时）。

## 行政
圣玛丽的邮政编码为58330，INSEE市镇编码为58253。

## 政治
圣玛丽所属的省级选区为盖里尼县。

## 人口

1962-2008年间人口变化图示

圣玛丽于2022年1月1日时的人口数量为86人。